# Herbert Treff

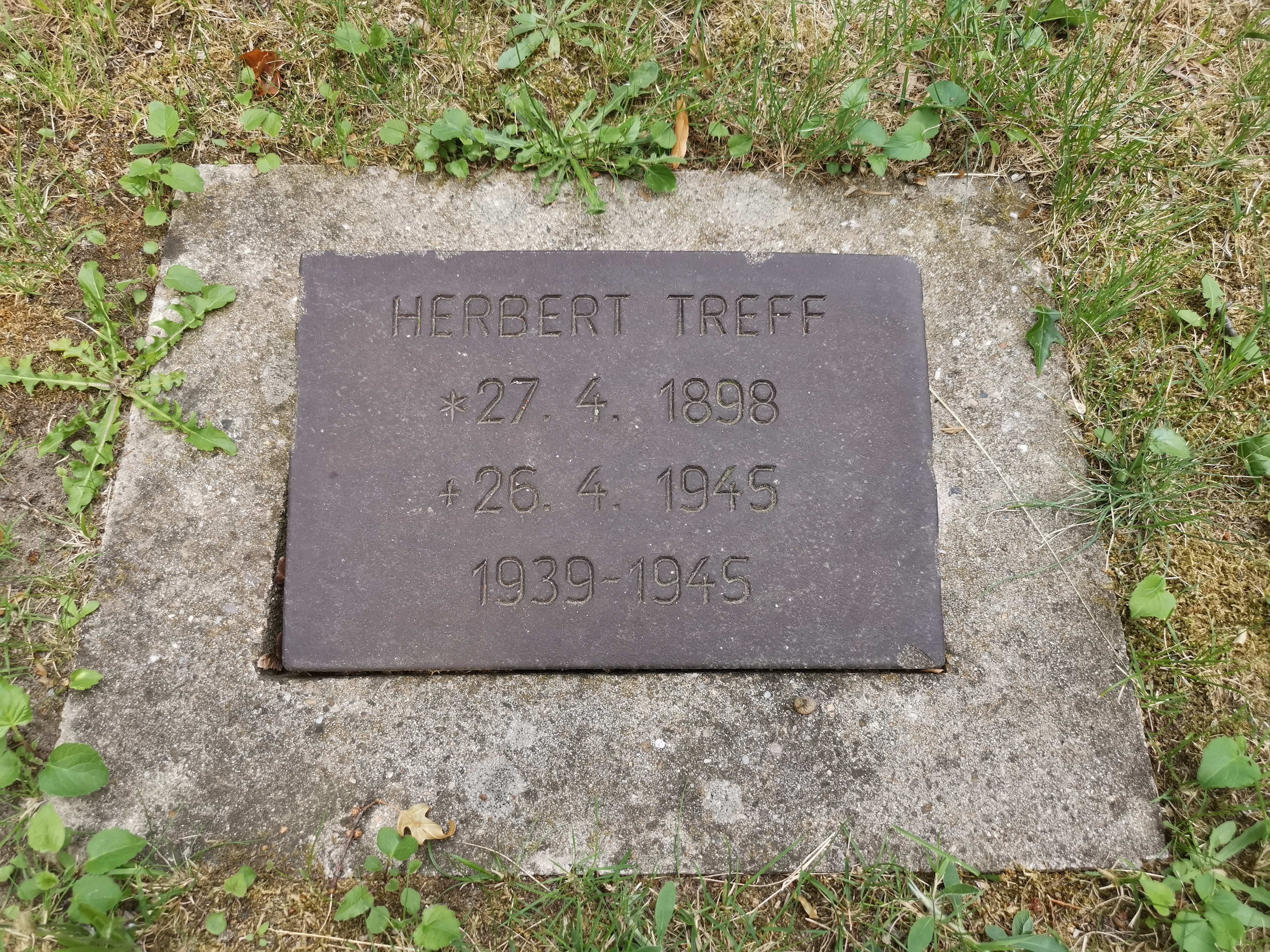
Grab auf dem Friedhof Steglitz, Feld 37

Herbert Wilhelm Adolf Treff (* 27. April 1898 in Charlottenburg; † 25. April 1945 in Berlin-Steglitz) war ein deutscher Kommunalpolitiker in der Weimarer Republik und zur Zeit des Nationalsozialismus. Er wurde 1930 als erster und vor 1933 einziger Nationalsozialist zum unbesoldeten Berliner Stadtrat gewählt und war von 1933 bis 1943 Bezirksbürgermeister des Berliner Bezirks Steglitz.

## Leben
Treff wurde als eines von sechs Kindern eines Bankbeamten geboren. Er verließ das Gymnasium 1914 ohne Abitur nach der Obersekunda und wurde Anwärter beim Magistrat der Stadt Charlottenburg. 1917 bis 1918 kämpfte er als Frontsoldat im Ersten Weltkrieg. Von 1919 bis 1924 war er Mitglied der DNVP und Stadt- und Bezirksverordneter. Zwischen 1922 und 1925 besuchte er das Berliner Verwaltungsseminar. Im Juni 1926 trat er in die NSDAP ein (Mitgliedsnummer 39.217).
Für die NSDAP war Treff zwischen 1929 und 1934 Stadt- und Bezirksverordneter in Berlin. 1930 wurde er im Berliner Bezirk Tiergarten zum Stadtrat gewählt. Außerdem übernahm er die Leitung des Berliner Gauamts für Kommunalpolitik. 1932 gehörte er zu den Gründungsmitgliedern der Nationalsozialistischen Volkswohlfahrt (NSV).
Im Zuge der „Gleichschaltung“ nach der „Machtübernahme“ der Nationalsozialisten erhielt Treff weitere Ämter. Er wurde Führer der nationalsozialistischen Stadtverordnetenfraktion, Vorstandsmitglied der Fraktion im Preußischen Staatsrat und Vizepräsident des Staatsrats. Als Stabsleiter des „Amtes für Kommunalpolitik bei der Obersten Leitung der NSDAP“ organisierte er reichsweit die nationalsozialistische Schulung von Kommunalverwaltungen. Am 1. April wählte ihn die Steglitzer Bezirksversammlung für zwölf Jahre zum Bezirksbürgermeister. Treff wurde stellvertretender Vorsitzender des Deutschen Gemeindetags, Vorsitzender der Berliner Bürgermeisterkonferenz und Kreisamtsleiter der NSDAP des Gaus Mark Brandenburg. Seit März 1934 gab er das im April 1938 wieder eingestellte Blatt Berliner kommunale Mitteilungen heraus. Im März 1935 trat er als Sturmbannführer der SS bei (Mitgliedsnummer 259400); 1940 wurde er zum Obersturmbannführer befördert.
Treff entwickelte politischen Ehrgeiz. Er bewarb sich Ende der 1930er Jahre mehrfach um den Posten des Oberbürgermeisters von Städten wie Hannover, Leipzig, Karlsruhe und Dresden. Die zuständigen Stellen trauten ihm jedoch nicht das Format für eine solche Stelle zu. Er hatte sich außerdem etwa bei Hermann Göring und Joseph Goebbels dadurch unbeliebt gemacht, dass er gegen deren ausdrückliches Verbot den Wasserturm Steglitz zu einem „Ehrenmal für die Gefallenen des Ersten Weltkriegs und der Bewegung“ umgestaltete und dies 1934 durch eine „Steglitzer Heimatwoche“ finanzierte.
Treff setzte nicht nur die Arisierung um, sondern profitierte auch persönlich davon. 1941 zog er in ein Haus, das aus jüdischem Besitz stammte und nach dem Krieg restituiert wurde.
1943 wurde Treff wegen Vergehens gegen „Vorschriften der Lebensmittelbewirtschaftung“ seines Amtes als Bezirksbürgermeister enthoben. Am 26. April 1945 wurden er, seine Frau und zwei seiner Kinder im Keller ihres Hauses tot aufgefunden. Sie wurden höchstwahrscheinlich von Soldaten der Roten Armee umgebracht.